# Gordo a Go-Go
Gordo a Go-Go foi um programa de televisão da MTV Brasil exibido entre julho de 2000 até dezembro de 2005, apresentado por João Gordo. O programa tinha um formato de talk show e foi um dos grandes campeões de audiência da época.
Na primeira temporada em 2000, o programa tinha a presença do maquiador e apresentador Max Fivelinha, que fazia matérias externas e comentários para o programa.
Em 2003, João Gordo e o ator e cantor Dado Dolabella brigaram durante as gravações do programa. Os dois trocaram palavrões e quase houve agressões físicas de ambas as partes. Em 2006, o apresentador fez críticas à MTV, que colocou o vídeo da discussão no MTV Overdrive, site lançado naquele ano.
Os convidados que compareceram ao programa incluem: Sérgio Mallandro, Lobão, Padre Marcelo Rossi, Cássia Eller, Chorão, Marisa Orth, Ciro Gomes. Entre bandas, Garotos Podres, Matanza, Ultraje a Rigor, Detonautas Roque Clube, Boom Boom Kid.